# توماس ميتشيل (لاعب كريكت)
توماس ميتشيل (22 أكتوبر 1907 - 20 مايو 1960) (بالإنجليزية: Thomas Mitchell)‏ هو لاعب كريكت بريطاني (وحمل سابقاً جنسية المملكة المتحدة لبريطانيا العظمى وأيرلندا).

## وصلات خارجية
- توماس ميتشيل على موقع إي آس بي آن كريك إنفو (الإنجليزية)